# Quzanlı
Quzanlı è il comune più popoloso del distretto di Ağdam, in Azerbaigian, con una popolazione di 13 002 abitanti, situato vicino al confine con il Nagorno Karabakh.
Dal 2009 è sede della squadra di calcio del Qarabağ, teoricamente originaria di Akna (Ağdam), ora in Nagorno Karabakh, che però dopo la prima guerra del Nagorno Karabakh ha continuato a militare nella Serie A azera.